# Le Zoo du Capitaine Bonhomme
Capitaine Bonhomme Les Récits du Capitaine
Le Zoo du Capitaine Bonhomme est une émission de télévision québécoise pour enfants, diffusée du 17 juin 1963 au 24 juin 1968 à Télé-Métropole.
Capitaine Bonhomme est une œuvre littéraire créée par Michel Noël, comédien et écrivain.

## Synopsis
Cette série fut précédée par la série Capitaine Bonhomme (1962), puis suivie par la série Les Récits du Capitaine (de 1968 à 1969) et la série Le Cirque du Capitaine (de 1970 à 1973).
Le 17 juin 1963 marque le début de l'émission Le Zoo du Capitaine Bonhomme. Initialement diffusée du lundi au vendredi de 17h00 à 18h00, elle est ensuite déplacée de 16h30 à 17h30,. L'émission continue jusqu'au 24 juin 1968. Parmi les moments marquants de cette série, on trouve Les récits du Capitaine, une séquence quotidienne où le Capitaine Bonhomme raconte des histoires tout au long de la semaine.
Au fil de l'émission, le Capitaine est entouré de personnages inoubliables tels que l'Oncle Pierre, Mademoiselle Ti-Zoiseaux, Monsieur Sansfaçon et Freddie Washington.
Pendant les années du Zoo du capitaine Bonhomme, Michel Noël, Gilles Latulippe et d'autres comédiens créent un spectacle intitulé Le Cirque du Capitaine Bonhomme. Ils entreprennent une tournée à travers toute la province de Québec avec ce spectacle.

## Distribution
- Michel Noël : Capitaine Bonhomme
- Désiré Aerts : Oncle Pierre
- Marthe Choquette : Mademoiselle Ti-Oiseaux (ou Mademoiselle Ti-Zoiseaux, selon les sources)
- Marcel de la Sablonnière : Le père Sablon
- Jean-Paul Ladouceur : Monsieur Pourquoi
- Gilles Latulippe : Monsieur Sansfaçon, Pacifique, Atlantique, Pépère Cornet, le maharadjah de Bradamapour[6], Chérubin Sucrier, etc. (En alternance)
- Olivier Guimond : Freddie Washington
- Marcel Giguère, puis Roger Giguère : bruiteurs

## Discographie

### Albums
| Année | Album                                                       | Étiquette | Classement | Notes                                                  |
| ----- | ----------------------------------------------------------- | --------- | ---------- | ------------------------------------------------------ |
| 1965  | Des histoires... des chansons... avec le Capitaine Bonhomme | Totem     | —          | Totem, TM 500; Réédition 1965? Disques Pierrot, P 7006 |

### Simples
| Année | Simple                                                | Étiquette | Classement | Notes             |
| ----- | ----------------------------------------------------- | --------- | ---------- | ----------------- |
| 1964  | Les Pirates du Yang-Tsé – Dans les griffes du gorille | Dinamic   | —          | Dinamic, DC-2024  |
| 1965  | Le Capitaine Bonhomme (thème), – Freddie Washington   | Totem     | —          | Totem, STM 500024 |

Voir la bibliographie et la discographie de Michel Noël